# Montague, Michigan
Montague är en ort i Muskegon County i Michigan. Vid 2020 års folkräkning hade Montague 2 417 invånare.